# Rome (Illinois)
Rome es un lugar designado por el censo ubicado en el condado de Peoria en el estado estadounidense de Illinois. En el Censo de 2010 tenía una población de 1738 habitantes y una densidad poblacional de 268,42 personas por km².

## Geografía
Rome se encuentra ubicado en las coordenadas 40°52′29″N 89°30′40″O / 40.87472, -89.51111. Según la Oficina del Censo de los Estados Unidos, Rome tiene una superficie total de 6.47 km², de la cual 4.89 km² corresponden a tierra firme y (24.44%) 1.58 km² es agua.

## Demografía
Según el censo de 2010, había 1738 personas residiendo en Rome. La densidad de población era de 268,42 hab./km². De los 1738 habitantes, Rome estaba compuesto por el 97.47% blancos, el 0.35% eran afroamericanos, el 0.17% eran amerindios, el 0.29% eran asiáticos, el 0% eran isleños del Pacífico, el 0.52% eran de otras razas y el 1.21% pertenecían a dos o más razas. Del total de la población el 1.61% eran hispanos o latinos de cualquier raza.